# Takeoff
Кершник Карі Болл (англ. Kirshnick Khari Ball; 18 червня 1994, Лоренсвіл, Джорджія — 1 листопада 2022, Х'юстон, Техас), більш відомий під сценічним ім'ям Takeoff (Тейкофф) — американський репер, учасник хіп-хоп-тріо Migos.

## Особисте життя
Кершник Карі Болл народився в Лоуренсівіллі, Джорджія. Виховувався мамою, разом з Куейво та Оффсетом.

## Кар'єра

### «Migos» (2008—2022)
Разом з іншими членами сім'ї, Куейво та Оффсетом, Тейкофф почав займатися репом у 2008 році. Група спочатку виступала під назвою Polo Club, але в результаті змінила назву на Migos. Свій перший повнометражний проект, мікстейп під назвою Juug Season, гурт випустив 25 серпня 2011 року. Потім був мікстейп No Label, випущений 1 червня 2012 року.
Migos набули популярності після виходу свого синглу «Versace» у 2013 році. На пісню зробив ремікс Дрейк, також вона досягла 99-ї позиції у чарті Billboard Hot 100 і 31-й — у чарті Hot R&B/Hip-Hop Songs.
Їх дебютний студійний альбом Yung Rich Nation був випущений у липні 2015 року, гостьову участь взяли Кріс Браун та Янг Таг, а також продюсери Zaytoven та Murda Beatz. Альбом досяг 17-го рядка в Billboard 200.
У 2017 році Migos випустили свій перший сингл, який протримався на першій позиції більше тижня, Bad and Boujee (при уч. Lil Uzi Vert). Далі пісня була чотири рази сертифікована RIAA як платинова. Хоча Тейкоффа можна побачити в одній зі сцен музичного відео, в записі пісні він не брав участі. Сам Тейкофф пояснював це так, що в момент запису пісні він був зайнятий.
Другий студійний альбом Migos Culture був випущений 27 січня 2017 і дебютував на 1-му рядку американського чарту Billboard 200 з 44 000 проданих копій протягом першого тижня з випуску. У США альбом отримав платинову сертифікацію в липні 2017.
Третій альбом Migos Culture II було випущено 26 січня 2018 року. Він став другим альбомом групи, що дебютував на 1-му місці в Billboard 200 з 38 000 проданих копій в перший тиждень після випуску.

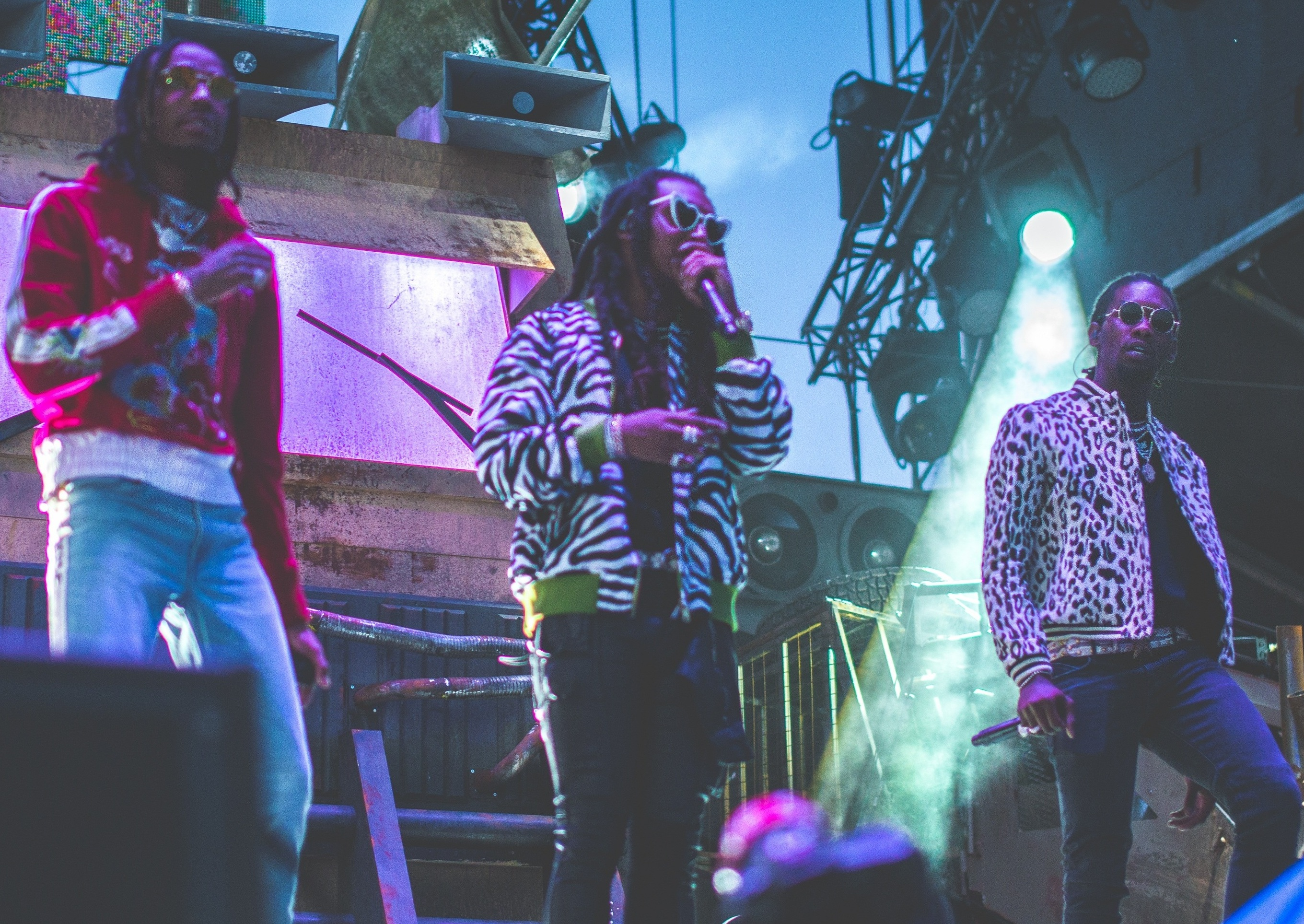
Takeoff (у центрі) під час виступу з Migos разом із Quavo (ліворуч) і Offset (праворуч) у 2017 році.

### Сольна кар'єра
2 листопада 2018 року Тейкофф випустив свій сольний альбом під назвою The Last Rocket.

## Конфлікти

### 2015: Інцидент у Південному університеті Джорджії
18 квітня 2015 року «Мігос» мали виступити на проведеному Південним університетом Джорджії концерті на арені Hanner Fieldhouse. Шоу розпочалось о 19:00, відкривали його місцеві артисти; Проте гурт вийшов на сцену майже на півтори години пізніше запланованого часу, а саме о 21:00. І хоч у їхньому контракті передбачався мінімальний час виступу 45 хвилин, концерт гурту тривав менше 30 хвилин. Департамент поліції університету, департамент поліції Стейтсборо та управління шерифа округу Буллок, які були присутні на концерті як охорона, відчули сильний запах марихуани, що виходить із фургонів групи. Після подальшого розслідування реп-тріо та 12 членів їх оточення було заарештовано за незаконне зберігання марихуани та інших наркотичних речовин та незаконне зберігання вогнепальної зброї.

### 2017: Інцидент з польотом в Атланті
7 липня 2017 Тейкоффа попросили залишити рейс з Атланти в Де-Мойн (штат Айова) після того, як він, за повідомленнями, відмовився прибрати свою сумку з підлоги в спеціальне сховище.

### 2020—2021: Звинувачення в сексуальних домаганнях
5 серпня 2020 року стало відомо, що проти Takeoff було подано цивільний позов, в якому невідома жінка звинувачувала репера в «побиття сексуального характеру, нападі, помилковому позбавленні волі, гендерному насильстві та втручанні в цивільні права» на вечірці в червні 2020 року в Лос- Анджелесі.
2 квітня 2021 окружна прокуратура Лос-Анджелеса заявила, що не висуватиме кримінальні звинувачення проти Takeoff через недостатність доказів.

## Смерть
У ніч на 1 листопада 2022 року Takeoff був застрелений, коли грав у кості разом з Quavo у боулінгу 810 Billiards & Bowling у Х'юстоні, штат Техас. Він був оголошений мертвим вдома на місці події. Стрілянина відбулася через конфлікт, що виник. Невідомий вистрілив чотири рази після того, як Quavo програв усі свої гроші. Згідно з заявою поліції Х'юстона, ще двох постраждалих було доставлено до лікарень на особистих автомобілях. Пізніше департамент додав: «Ми не розкриваємо особу загиблого доти, доки його сім'я не буде повідомлена і посвідчення особи не буде підтверджено Інститутом судової медицини округу Харріс».

## Дискографія

### Студійні альбоми
- The Last Rocket (2018)

### Спільні альбоми
- Only Built for Infinity Links (разом з Quavo) (2022)